# 렉스 루터

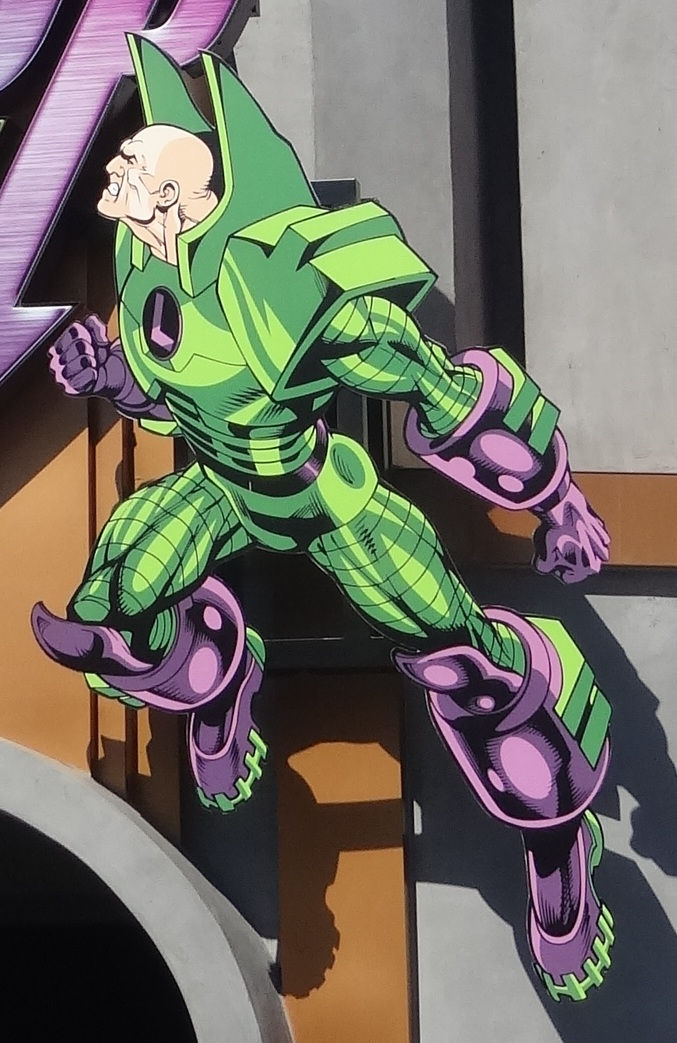

렉스 루터(Lex Luthor)는 DC 코믹스 세계관에 등장하는 슈퍼빌런이다.
렉스는 외계 존재, 브레이니악과 협정을 맺었다. 그는 지구에 대한 전략 데이터를 제공해주는 대가로 고등 과학 지식을 전수받았다. 그는 방사성 외계 광물 파편을 훔치고 첨단 기술이 집약된 슈트를 만들어 슈퍼맨의 가장 위험한 적이 되었다.